# Storkonge
Titlen storkonge er en nærorientalsk betegnelse for en konge, hvis position overstiger en almindelig konges. Man kan måske næsten sidestille titlen med den romerske kejsertitel.
I 600 f.Kr. opstod Mederriget som en nærorientalsk stormagt, og den mediske konge, Kyaxares, valgte at tage titlen storkonge efter assyrerne. Titlen fik en vis pondus, da Kyaxares udvidede sit herredømme til at strække sig fra Baktrien i Afghanistan til Kappadokien i det centrale Anatolien. I 550 f.Kr. erobrede den persiske vasalkonge Kyros den Store Mederriget, og han tog derfor storkongetitlen til sig. I de næste to århundreder var de persiske herskeres titel storkonge (shahanshah), og da det lykkedes perserne at blive herrer over hele Mellemøsten samt områder i Europa og Indien, fik storkongetitlen en meget stor status som en slags "kongernes konge"-titel. Titlen eksisterede lige indtil Alexander den Store i 330'erne f.Kr. erobrede Perserriget.
I 200-tallet f.Kr. tog kong Antiochos III af Seleukideriget storkongetitlen til sig, og i de næste århundreder var der flere nærorientalske fyrster som valgte at kalde sig storkonge, bl.a. kong Tigranes den Store af Armenien.
Da det i 200-tallet e.Kr. lykkedes perserne at genrejse et storrige under sassanide-dynastiet, blev titlen taget op igen. Storkongetitlen blev nu en rival til kejsertitlen, Sassanideriget mod Romerriget.
Nogle moderne historikere oversætter storkongetitlen til "kejser" når man taler om sasaniderne, men titlen storkonge opfattes dog oftest som en titel for sig selv, som endda blev taget op senere i den muslimske periode.
 Der er for få eller ingen kildehenvisninger i denne artikel, hvilket er et problem. Du kan hjælpe ved at angive troværdige kilder til de påstande, som fremføres i artiklen.